# Pfarrhaus (Hollenbach)

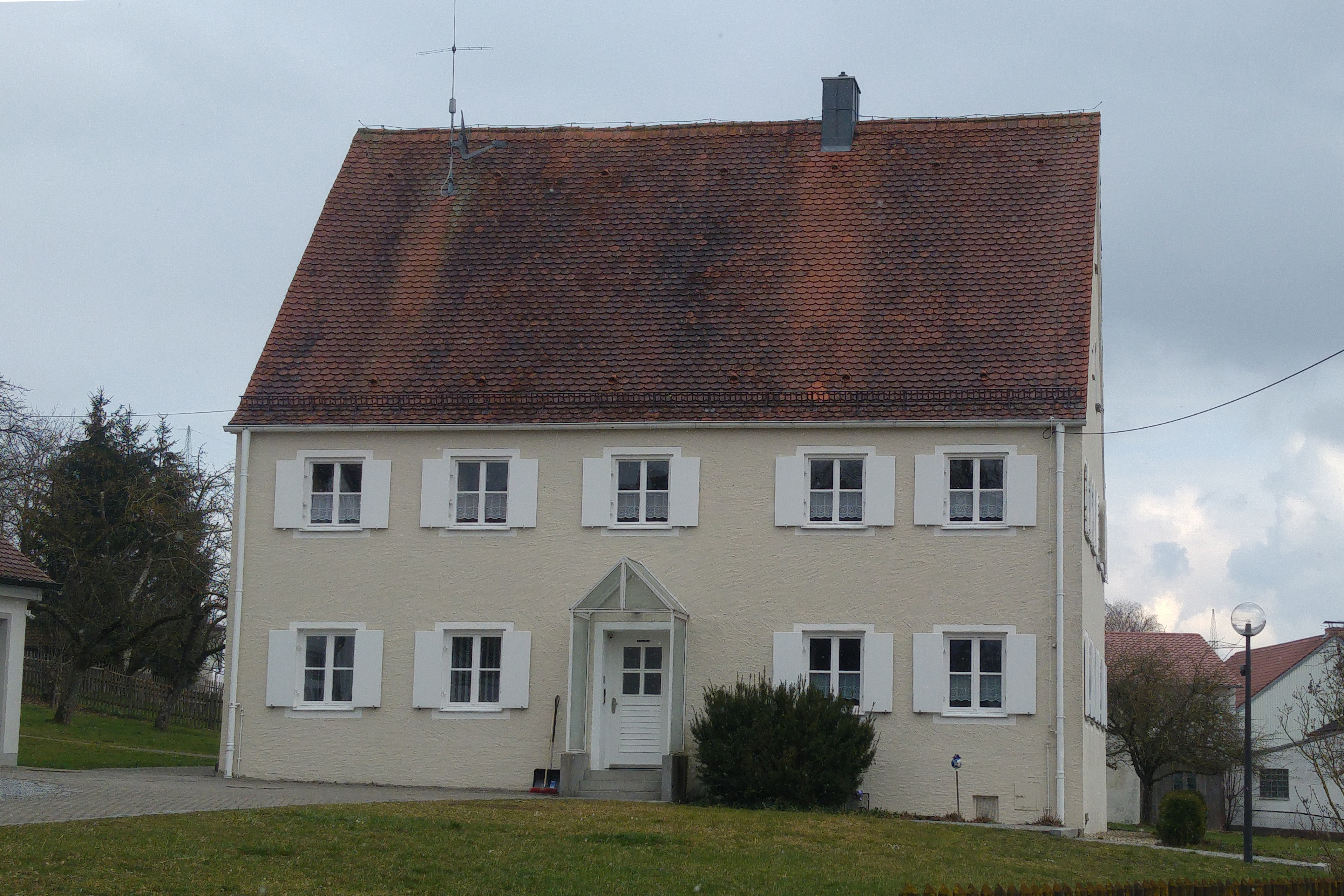
Pfarrhaus in Hollenbach

Das katholische Pfarrhaus in Hollenbach, einer Gemeinde im Landkreis Aichach-Friedberg im bayerischen Regierungsbezirk Schwaben, wurde im 18. Jahrhundert errichtet. Das Pfarrhaus an der Mainbacher Straße 4, unmittelbar nördlich der katholischen Pfarrkirche St. Peter und Paul, ist ein geschütztes Baudenkmal.
Der stattliche zweigeschossige Giebelbau mit Satteldach besitzt fünf zu drei Fensterachsen.